# Psettina variegata
 Psettina variegata és un peix teleosti de la família dels bòtids i de l'ordre dels pleuronectiformes.

## Morfologia
Pot arribar als 9,2 cm de llargària total.

## Distribució geogràfica
Es troba a les costes de les Filipines, Mar de la Xina, Hong Kong i Austràlia Occidental.